# Бизяев, Александр Денисович
Александр Денисович Бизяев — советский хозяйственный, государственный и политический деятель.

## Биография
Родился в 1910 году. Член ВКП(б) с 1943 года.
С 1938 года — на хозяйственной, общественной и политической работе. В 1938—1971 гг. — старший инженер-референт Народного комиссариата путей сообщения СССР, старший прораб, начальник цеха, начальник теплоэлектростанции, главный энергетик Норильского горно-металлургического комбината, директор научно-исследовательского института, начальник треста «Дальстройснаб», заместитель начальника строительства Главного Туркменского канала, начальник Отдела оборудования Министерства цветной металлургии СССР, заместитель, 1-й заместитель председателя, председатель СНХ Красноярского экономического административного района, министр энергетики и электрификации РСФСР, начальник Главзаводспецстроя.
Избирался депутатом Верховного Совета СССР 6-го созыва.
Умер в 1973 году.